# How My Heart Sings!
Albums de Bill Evans
Waltz for Debby Moon beams
How My Heart Sings! est un album du pianiste de jazz Bill Evans paru en 1962.

## Historique
Cet album, produit par Orrin Keepnews, a été initialement publié en 1962 par Riverside Records (RLP 473). Les titres composant ce disque ont été enregistrés au studio Sound Makers à  New York en 1962 (17 et 29 mai, 5 juin).
Les albums Moon Beams et How My Heart Sings! ont été réalisés à partir de morceaux venant des mêmes séances d'enregistrement.
Moon Beams est composé uniquement de ballades et de valses lentes. How My Heart Sings! contient des morceaux aux tempi plus enlevés.
Ces deux albums avait d'ailleurs été réunis, lors d'un réédition sous forme d'un double LP, sous le titre The Second Trio (Milestone, M 47046).
Ces albums sont les premiers albums en trio enregistrés par Evans après le décès de Scott LaFaro, remplacé ici par Chuck Israels. Le pianiste, très affecté par le décès de LaFaro, n'avait en effet pas enregistré de disque en trio pendant un an (il avait par contre enregistré des disques comme sideman et, sous son nom, un disque en duo avec Jim Hall).

## Titres de l’album
| No | Titre                 | Auteur                                        | Durée |
| -- | --------------------- | --------------------------------------------- | ----- |
| 1. | How my heart sings    | Earl Zindars                                  | 4:59  |
| 2. | I should care         | Sammy Cahn, Axel Stordahl, Paul Weston        | 4:55  |
| 3. | In your own sweet way | Dave Brubeck                                  | 6:59  |
| 4. | Walkin' up            | Bill Evans                                    | 4:57  |
| 5. | Summertime            | George Gershwin, Ira Gershwin, DuBose Heyward | 6:00  |
| 6. | 34 skidoo             | Bill Evans                                    | 6:22  |
| 7. | Ev'rything I love     | Cole Porter                                   | 4:13  |
| 8. | Show-type tune        | Bill Evans                                    | 4:22  |

Titre additionnel sur les rééditions en cd : 
| No | Titre                                     | Auteur       | Durée |
| -- | ----------------------------------------- | ------------ | ----- |
| 9. | In your own sweet way (prise alternative) | Dave Brubeck | 5:54  |

## Personnel
- Bill Evans : piano
- Chuck Israels : contrebasse
- Paul Motian : batterie

## À propos du répertoire
- I should care est une chanson écrite en 1944 par Sammy Cahn, Axel Stordahl et Paul Weston.
- Ev'rything I love est une chanson tirée de Let's Face It !, une comédie musicale écrite en 1941 par Cole Porter.
- Summertime vient de l'opéra Porgy and Bess de George Gershwin. L'arrangement joué ici est de Chuck Israels. Israels reprendra d'ailleurs le même « pattern » de contrebasse sur le disque de Stan Getz, Getz au Go-Go (1964).
- In your own sweet way est une ballade écrite par le pianiste Dave Brubeck.
- How my heart sings est une composition du percussionniste Earl Zindars, un ami de longue date de Bill Evans. Dans ce morceau s'alternent des sections en 3/4 et des sections en 4/4.
- Walkin' up est une composition de Bill Evans. Ce thème de 32 mesures, à jouer sur tempo rapide, est de type AABA. La grille harmonique des sections A est particulièrement difficile, le pont (section B) est, par contre, basé uniquement sur deux « blocs modaux » de quatre mesures (mi dorien joué sur une pédale de la, puis ré dorien joué sur une pédale de sol).
- 34 skidoo est aussi une composition du pianiste. Ce thème, à jouer aussi sur tempo rapide, alterne des sections en 3/4 et des sections en 4/4. La ligne mélodique des sections en 3/4 est composée essentiellement de suites de noires pointées ce qui donne l'impression d'une mélodie en 4/4 jouée sur une métrique de valse. Pour les sections en 4/4, seules les grilles harmoniques (groupes de quatre accords joués sur des notes pédales) sont écrites, les lignes mélodiques sont systématiquement improvisées.
- Show-type tune alias Tune for a lyric est aussi une composition du pianiste. C'est un pastiche de musique de shows de Broadway. Le morceau respecte d'ailleurs la structure « verse - chorus » utilisée dans ce type de morceaux. Après une intro (« verse ») de 16 mesures à jouer rubato, le thème lui-même (« chorus »), joué avec une pulsation à deux temps sur un tempo d'environ 110 à la blanche, est de 40 mesures (ce qui est légèrement atypique, les « chorus » comportant généralement 32 mesures). Les solos sont sur la partie « chorus » uniquement.